# Georges Leduc (peintre)
 (octobre 2014).
Pour les articles homonymes, voir Leduc et Georges Leduc (homonymie).
Georges Leduc né le 27 février 1906 aux Pieux (Manche) et mort le 12 août 1968 à Bricquebec est un dessinateur, illustrateur, peintre et réalisateur de film d'animation français.

## Biographie
Georges Leduc fréquente le lycée de Cherbourg puis la faculté de droit de Caen avant de gérer un cinéma à Épernay. En 1934, il travaille à Reims dans l’administration mais il reste naturellement porté vers les arts et les lettres. Il débute dans le notariat, puis se convertit au cinéma d'animation et obtient un prix au 8e festival du film amateur de Cannes[réf. nécessaire]. Il pratique ensuite le dessin et la peinture. Installé à Barfleur, il dessine sur le motif des marins-pêcheurs, des bateaux et des ports. Il déménage à Bricquebec où il ouvre un atelier-galerie dans sa propriété La Roseraie. Il peint le marais.
En 1930, il réalise deux peintures murales pour l'église Saint-Jacques-Saint-Christophe de la Villette à Paris. Passionné par les poèmes d'Arthur Rimbaud, il réalise des illustrations pour Ce qui ne meurt pas, le roman posthume de Barbey d'Aurevilly[réf. nécessaire].
Malade, Georges Leduc produit des dessins de plus en plus sombres[évasif], notamment des portraits. Il meurt à Bricquebec le 12 août 1968 et est inhumé quatre jours après.

## Collections publiques
- Cherbourg-Octeville, musée Thomas Henry : Arbre dénudé, crayon de couleur à l'aquarelle et fusain sur papier[4].
- Paris, église Saint-Jacques-Saint-Christophe de la Villette[5] :
  - Saint Christophe, 1930, peinture murale ;
  - Jacob, 1930, peinture murale.

## Illustrations
- Barbey d'Aurevilly, Ce qui ne meurt pas, 21 dessins de Georges Leduc, préface de Germain Lotte, Abbeville, Paillard pour L'Amitié de Barbey d'Aurevilly, 1968.